# Sfinți și soldați: Misiunea Berlin
Saints and Soldiers: Airborne Creed (2012) este un film de război cu ațiunea în timpul invaziei Nordului Franței de către Aliați în timpul celui de-al Doilea Război Mondial. Este regizat de Ryan Little, după un scenariu de Lamont Gray și Lincoln Hoppe; cu Corbin Allred, David Nibley și Jasen Wade în rolurile principale. Este un prequel al filmului din 2003 Sfinți și soldați (Saints and Soldiers).

## Prezentare
În august 1944, Aliații au invadat sudul Franței ocupate de germani. Locotenentul secund al armatei germane Erich Neumann (Lincoln Hoppe) execută doi francezi. În dimineața devreme a zilei de 15 august, parașutiștii din echipa de luptă a regimentului 517 de parașutiști aterizează în Provence, Franța, sub focul puternic al germanilor. Doi soldați, caporalii Harland „Bud” Curtis (Jasen Wade) și James Rossi (Corbin Allred) aterizează separat și singuri. Curtis este observat de o patrulă germană și se predă rapid. După ce a aruncat o grenadă pentru a distrage atenția nemților, Rossi ucide întreaga patrulă și îl salvează pe Curtis. Cei doi se duc spre zona de aterizare programată înainte de a găsi un adăpost abandonat unde sunt urmați de conducătorul echipei lui Curtis, sergent Caleb Jones (David Nibley). EROARE: Sergentul afirmă că este din compania Bravo, dar nu a existat nicio companie Bravo până la sfârșitul războiului din Coreea. Se numea compania Baker. Cei trei călătoresc prin teritoriul francez cât mai repede posibil pentru a nu fi urmăriți. Ei îl întâlnesc pe Neumann și îi ucid trupele, dar îl lasă în viață, din milă.
Cei trei soldați continuă să se îndrepte spre stațiunea Les Arcs și sunt de acord să-i ajute pe prizonierii Rezistenței franceze să evadeze. Ei îi eliberează astfel pe Philippe, Gustave și Jacques. Grupul ajunge în Les Arcs și Jones observă un Panzer IV german și un vehicul blindat plin de trupe germane pe cale să plece, intenționând să atace restul parașutiștilor. Cei trei încearcă să îi țină pe loc pe germani, dar toți sunt grav răniți. După moartea lui Curtis, Rossi își recapătă cunoștința și este abordat de Neumann, pe care Jones l-a cruțat mai devreme. Rossi se ridică să lupte, dar se prăbușește din cauza rănilor. Neumann, și el rănit, nu-l ucide, arătându-i aceeași milă pe care i-a arătat-o Jones.
Îl duce pe Rossi într-o fermă abandonată, unde îi pansează rănile și îi pregătește ceva de mâncare. În dimineața următoare, un detașament american îi descoperă pe Rossi, în viață, și pe Neumann, mort din cauza rănilor sale. Într-un spital militar de campanie, Rossi este informat că sergentul Jones este în viață, dar este rănit și Curtis este mort. Neumann, mort, a rămas în ferma abandonată.

## Distribuție
- Corbin Allred - Corporal James Rossi
- David Nibley - Sergeant Caleb Jones
- Jasen Wade - Corporal Harland "Bud" Curtis
- Lincoln Hoppe - Captain Erich Neumann
- Nichelle Aiden - Charlotte
- Virginie Fourtina Anderson - Emilie
- Loïc Anthian - Phillipe
- Lance Otto - Jacques
- Erich Cannon - Gustave
- Curt Doussett - Lt. Woodward
- Calvin Harrison - Pvt. Stewart

## Vezi și
- Listă de filme despre cel de-al Doilea Război Mondial produse în anii 2010